# Танга (регион)
Танга је један од 26 региона у Танзанији.
Према попису становништва из 2002. године у региону Танга је живело 1 642 015 становника. Површина региона је 26 808 km².
Регион Танга се граничи на северу са Кенијом и регионом Килиманџаро у Танзанији, на истоку регион излаиз на Индијски океан, на југу се граничи са регионима Пвани и Морогоро, а на западу се граничи са регионом Мањара.

## Дистрикти
У оквиру региона Танга налази се осам дистрикта: Танга (главни гад региона са 244 хиљаде становника), Мкинга, Мухеза, Корогве, Лушото, Пангани, Хандени и Килинди. Регион је раније обухватао и дистрикте Саме и Мванга који се данас налазе у оквиру региона Килиманџаро.